# Aplodes
Aplodes là một chi bướm đêm thuộc họ Geometridae.